# جمینای ۵

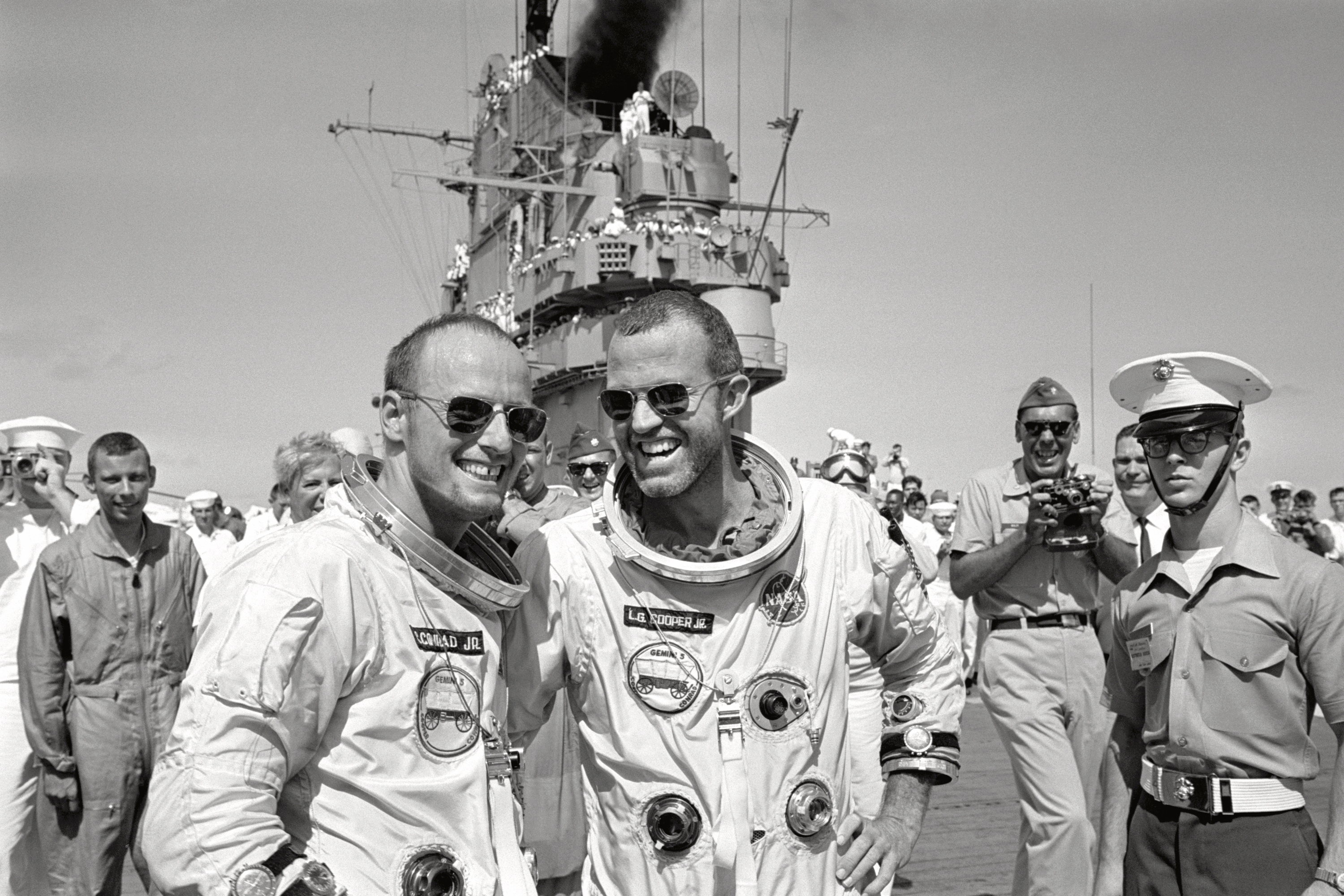
فضانوردان جمینای ۵ پس از فرود

جمینای ۵ (به انگلیسی: Gemini 5) یکی از پروژه‌های فضایی ناسا بود.
این مأموریت ناسا در سال ۱۹۶۵ بوقوع پیوست، و دو فضانورد داشت.